# Roberto V d'Alvernia
Roberto V d'Alvernia, in francese Robert V d'Auvergne (1225 circa – 11 gennaio 1277) fu conte d'Alvernia dal 1247 e conte di Boulogne dal 1265 alla sua morte.

## Origine
Secondo la Histoire généalogique de la maison d'Auvergne Roberto era il figlio maschio primogenito del conte d'Alvernia, Guglielmo X di Clermont e di Adelaide di Brabante, che secondo la Genealogia Ducum Brabantiæ Heredum Franciæ era la figlia femmina terzogenita del Duca della Bassa Lorena (Lotaringia), duca di Lovanio e duca di Brabante, Enrico I e della sua prima moglie (come ci viene confermato sia dalla Flandria Generosa (Continuatio Bruxellensis), che dal Gisleberti Chronicon Hanoniense), Matilde di Lorena, figlia del Conte consorte di Boulogne, Matteo di Lorena e della Contessa di Boulogne, Maria, come ci viene confermato sia dalla Flandria Generosa (Continuatio Bruxellensis), che dal Gisleberti Chronicon Hanoniense.
Guglielmo X di Clermont, come ci viene confermato sia dalla Chronica Albrici Monachi Trium Fontium, che dallo storico, chierico, canonista e bibliotecario francese, Étienne Baluze, e dallo storico francese del XVII secolo, Christophe Justel, fu il figlio maschio primogenito del Conte d'Alvernia, Guido II e di Petronilla di Chambon o Cambonia, che la Chronica Albrici Monachi Trium Fontium la cita come Cambonian sorellastra (soror abbatis Radulfi) dell'abate dell'Abbazia di Clairvaux, Rodolfo (Raoul de Pinis o di la Roche-Aymon) ed era l'unica figlia del signore di Chambon, Amelio III e della moglie, Dalmazia, figlia di Guglielmo, nobile dell'Alvernia; la quale Dalmazia, vedova del primo marito Amelio, sposò in seconde nozze, Eustorgio di Roche-Aimon (Eustorgius de Rupe), a cui diede Rodolfo (domnum abbatem Radulfum [abbatem Clarevallensem]).

## Biografia
Il matrimonio dei suoi genitori avvenne prima del 1225; il documento Extraicts des chartes de Brabant, datato 1224, delle Preuves del Trophées tant sacrées que profanes du Duché de Brabant, Volume 1, oltre citare Adelaide cita anche Guglielmo X, conte d'Alvernia (Willelmus Dei gratia comes Arverniæ), che, in quell'anno era succeduto al padre e Adelaide e Guglielmo, promessi sposi, rinunciano ad una eventuale successione nel Ducato della Bassa Lorena (Lotaringia); anche la Histoire généalogique de la maison d'Auvergne conferma che Alice o Adelaide, sposando Guglielmo X rinunciò ad ogni pretesa sul ducato di Bassa Lorena.
Roberto (Robertum filium nostrum natu majorem herede nostrum) viene citato come erede nel testamento del padre, Guglielmo X, datato febbraio 1245.
Suo padre morì nel 1247; la Histoire généalogique de la maison d'Auvergne conferma la morte di Guglielmo X prima del 1247.
Roberto (nepoti nostro Rotberto comiti Claromontensi filio prædicti fratris nostri) a seguito della morte del padre fu il beneficiario della restituzione di un debito da parte della zia, Alice, viscontessa di Turenna (Hahliz vicecomitissa Turennæ).

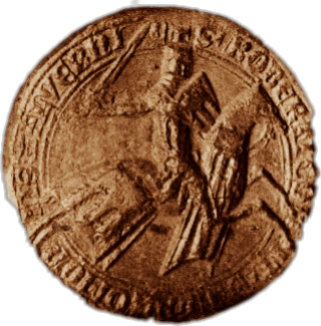
Sigillo di Roberto

Dopo essere rimasta vedova per la seconda volta, sua madre, Adelaide, nel 1251 circa, si sposò in terze nozze con Arnoldo di Wesemael, figlio di Arnoldo I, signore di Wesemael e di sua moglie, Clemenza di Montferrand, come ci conferma la Histoire généalogique de la maison d'Auvergne; questo terzo matrimonio ci viene confermato anche dal documento Lettre tirée des chartes de Brabant, datato 1260, delle Preuves del Trophées tant sacrées que profanes du Duché de Brabant, Volume 1, che li cita come marito e moglie (Ernoul chevalier Sire de Wesemale et Alys que fu contesse d´Auvergne sa femme).
Nel 1251, la madre ed il nuovo marito (Aleydis mater eius, et Arnoldus dominus de Wensemale maritus) garantiscono a Roberto (Robertus comes Claremontis et Alverniæ) la rinuncia a tutti i beni ricevuti in eredità dal padre.
Nel gennaio del 1259 morì Matilde II, contessa di Boulogne; il Chronicon Savigniacense, Stephani Baluzii Miscellaneorum, Liber II, Collectio Veterum, cita la morte di Matilde (Matildis Comitissa Boloniæ), nel 1258.
I quattro figli, avuti dai due mariti, le erano premorti (secondo la storico, Patrick van Kerrebrouck, nel suo Les Capétiens, 987-1328, P. van Kerrebrouck, 2000, il figlio Alberico era ancora in vita e rinunciò a tutti i feudi francesi, per poter continuare a vivere in Inghilterra).
Si fecero avanti quattro pretendenti:
- un ramo della famiglia Dammartin, che alla morte di Filippo Hurepel, nel 1234, aveva già ricevuto la contea di Aumale[16].
- Enrico III di Brabante, nipote della zia di Matilde, Matilde d'Alsazia o di Lorena (la nonna di Enrico III)
- la madre Adelaide di Brabante, figlia della zia di Matilde, Matilde d'Alsazia o di Lorena
- il re di Francia, Luigi IX il Santo, in quanto nipote di Filippo Hurepel.

Finalmente il Parlamento di Parigi si pronunciò, nel 1262, a favore di Adelaide di Brabante, vedova di Guglielmo X di Clermont, conte d'Alvernia.
Nel frattempo sua madre, Adelaide, nel 1260, era rimasta vedova per la terza volta.
Adelaide resse la contea di Boulogne per pochi anni, assieme a Roberto, che alla sua morte, nel 1265 (secondo la Histoire généalogique de la maison d'Auvergne morì nel 1267), le succedette.
Roberto, nel 1276 (oppure nel gennaio 1277), redasse il proprio testamento in cui citò la moglie e tutti i suoi figli ed i relativi lasciti e dove espresse il desiderio di essere sepolto nell'abbazia di Bouschet-Vauluisant Yronde-et-Buron, dove in quello stesso 1277 fu inumato.

## Matrimonio e discendenza
Roberto, nel 1245, aveva sposato Eleonora di Baffie (come risulta dal testamento di Roberto), figlia di Guglielmo detto il Vecchio, signore di Baffie (in Alvernia), e della moglie, di cui non si conosce il nome, figlia del conte di Forez, Guido III e della moglie di nome Asiurane; Eleonora morì dopo il 1285, in quanto in quell'anno redasse il suo testamento.
Roberto dalla moglie ebbe sei figli:
- Guglielmo († 1280), conte d'Alvernia e di Boulogne[18]
- Roberto († 1317), conte d'Alvernia e di Boulogne[18]
- Goffredo († 1302), avviato alla vita ecclesiastica, ma, finiti gli studi, abbandonato il titolo di chierico, ebbe una vita avventurosa e perì alla battaglia di Courtray[22]
- Guido († 11336), vescovo di Tournai e vescovo di Cambrai[23]
- Matilde († dopo il 1291), che sposò Stefano, signore di Monte San Giovanni[24]
- Maria († 1286), suora nell'Abbazia di Fontevrault[25]

## Ascendenza
|                        |                         |                        | Genitori              |  |  | Nonni |  |  | Bisnonni              |  |  | Trisnonni                 |  |
|                        |                         |                        |                       |  |  |       |  |  | Roberto IV d'Alvernia |  |  | Guglielmo VIII d'Alvernia |  |
|                        |                         |                        |                       |  |  |       |  |  | Roberto IV d'Alvernia |  |  | Guglielmo VIII d'Alvernia |  |
|                        |                         | Anna di Nevers         |                       |  |  |       |  |  | Roberto IV d'Alvernia |  |  |                           |  |
| Guido II d'Alvernia    |                         |                        |                       |  |  |       |  |  | Roberto IV d'Alvernia |  |  |                           |  |
|                        |                         | Matilde di Borgogna    | Oddone II di Borgogna |  |  |       |  |  |                       |  |  |                           |  |
|                        |                         | Matilde di Borgogna    | Oddone II di Borgogna |  |  |       |  |  |                       |  |  |                           |  |
|                        |                         | Matilde di Borgogna    | Maria di Blois        |  |  |       |  |  |                       |  |  |                           |  |
| Guglielmo X d'Alvernia |                         | Matilde di Borgogna    |                       |  |  |       |  |  |                       |  |  |                           |  |
|                        |                         | Amelio III di Chambon  | …                     |  |  |       |  |  |                       |  |  |                           |  |
|                        |                         | Amelio III di Chambon  | …                     |  |  |       |  |  |                       |  |  |                           |  |
|                        |                         | Amelio III di Chambon  | …                     |  |  |       |  |  |                       |  |  |                           |  |
| Petronilla di Chambon  |                         | Amelio III di Chambon  |                       |  |  |       |  |  |                       |  |  |                           |  |
|                        |                         | Dalmazia d'Alvernia    | …                     |  |  |       |  |  |                       |  |  |                           |  |
|                        |                         | Dalmazia d'Alvernia    | …                     |  |  |       |  |  |                       |  |  |                           |  |
|                        |                         | Dalmazia d'Alvernia    | …                     |  |  |       |  |  |                       |  |  |                           |  |
| Roberto V d'Alvernia   |                         | Dalmazia d'Alvernia    |                       |  |  |       |  |  |                       |  |  |                           |  |
|                        | Goffredo III di Lovanio | Goffredo II di Lovanio |                       |  |  |       |  |  |                       |  |  |                           |  |
|                        | Goffredo III di Lovanio | Goffredo II di Lovanio |                       |  |  |       |  |  |                       |  |  |                           |  |
|                        | Goffredo III di Lovanio | Luitgarda di Sulzbach  |                       |  |  |       |  |  |                       |  |  |                           |  |
| Enrico I di Brabante   | Goffredo III di Lovanio |                        |                       |  |  |       |  |  |                       |  |  |                           |  |
|                        |                         | Margherita di Limburgo | Enrico II di Limburgo |  |  |       |  |  |                       |  |  |                           |  |
|                        |                         | Margherita di Limburgo | Enrico II di Limburgo |  |  |       |  |  |                       |  |  |                           |  |
|                        |                         | Margherita di Limburgo | Matilde di Saffenberg |  |  |       |  |  |                       |  |  |                           |  |
| Adelaide di Brabante   |                         | Margherita di Limburgo |                       |  |  |       |  |  |                       |  |  |                           |  |
|                        |                         | Matteo di Lorena       | Teodorico di Alsazia  |  |  |       |  |  |                       |  |  |                           |  |
|                        |                         | Matteo di Lorena       | Teodorico di Alsazia  |  |  |       |  |  |                       |  |  |                           |  |
|                        |                         | Matteo di Lorena       | Sibilla d'Angiò       |  |  |       |  |  |                       |  |  |                           |  |
| Matilde di Lorena      |                         | Matteo di Lorena       |                       |  |  |       |  |  |                       |  |  |                           |  |
|                        |                         | Maria di Boulogne      | Stefano di Blois      |  |  |       |  |  |                       |  |  |                           |  |
|                        |                         | Maria di Boulogne      | Stefano di Blois      |  |  |       |  |  |                       |  |  |                           |  |
|                        |                         | Maria di Boulogne      | Matilde di Boulogne   |  |  |       |  |  |                       |  |  |                           |  |
|                        |                         | Maria di Boulogne      |                       |  |  |       |  |  |                       |  |  |                           |  |

### Letteratura storiografica
- (FR)  Trophées tant sacrés que profanes du duché de Brabant.
- (FR)  Histoire généalogique de la maison d'Auvergne.
- (FR)  Justel, Histoire généalogique de la maison d'Auvergne.
- (FR)  Baluze, Histoire généalogique de la maison d'Auvergne, tome 1.